# AM2R
AM2R (Another Metroid 2 Remake) est un jeu d'action-aventure développé par le programmeur argentin Milton Guasti et sorti en août 2016 pour Windows. Il s'agit d'un remake non officiel du jeu Game Boy de 1991 Metroid II: Return of Samus dans le style de Metroid: Zero Mission (2004). Comme dans le jeu original Metroid II, les joueurs contrôlent la chasseuse de primes Samus Aran, dont la mission vise à éradiquer les Métroïdes, une espèce de parasites extraterrestres, sur leur planète d'origine, SR-388. AM2R ajoute plusieurs fonctionnalités, dont de nouveaux graphismes et musiques, de nouvelles zones et boss, des contrôles modifiés et un système de cartes.
Le jeu a reçu des critiques positives, notamment pour ses améliorations visuelles. Il a été nommé pour les Game Awards 2016, mais a ensuite été retiré de la liste des nommés sans préavis. Peu de temps après sa sortie, Nintendo a envoyé des avis DMCA aux sites Web hébergeant AM2R, et les liens de téléchargement ont été supprimés. Bien que Guasti ait prévu de continuer à travailler sur le jeu en privé, en septembre 2016, il a mis fin au développement après avoir reçu une demande de retrait DMCA. Nintendo a publié un remake officiel de Metroid II, Metroid: Samus Returns, en 2017.

## Système de jeu
AM2R est un jeu d'action-aventure de science-fiction jouable en solo. Remake amélioré du jeu Game Boy Metroid II: Return of Samus, il suit Samus Aran dans sa quête pour éradiquer l'espèce parasite des Métroïdes de SR-388, leur monde d'origine. Le remake est réalisé dans le style de Metroid: Zero Mission,, ajoutant un système de carte, de nouvelles zones, des mini-boss, des graphismes et de la musique refaits, une intelligence artificielle mise à jour pour les ennemis et un système de journal. Les journaux fournissent au joueur plus d'informations sur les Métroïdes, les ennemis et le monde du jeu après que le joueur ait rencontré certains ennemis ou soit arrivé dans de nouvelles zones. Les commandes du jeu sont moins « flottantes » que celles du jeu original et comportent de nouvelles capacités telles que l'agrippement sur les rebords, ce qui correspond mieux au gameplay que la série a utilisé depuis le jeu Super NES Super Metroid (1994).
Les Métroïdes que le joueur combat ont quatre principaux stades d'évolution  - Alpha, Gamma, Zêta et Oméga - qui ont été modifiés par rapport à leurs homologues de Metroid II, y compris les nouvelles techniques utilisées au combat; Alpha est le moins modifié, n'ayant reçu qu'un nouveau coup d'esquive, tandis que Oméga a été le plus modifié, ayant été changé en ennemis terrestres qui piègent le joueur. Le joueur doit vaincre un total de 55 Métroïdes au long du jeu. Parmi les boss nouvellement ajoutés, on trouve des ennemis non-Métroïdes comme une statue en mouvement.

## Développement

### Conception
AM2R a été développé par Milton Guasti sous le pseudonyme DoctorM64 pendant une dizaine d'années, mais avec plusieurs périodes d'absence de travail sur le jeu. Guasti voulait recréer le gameplay rapide de Metroid : Zero Mission et « l'atmosphère et la solitude » de Super Metroid. Après avoir terminé Metroid II pour la première fois, il a imaginé que ce serait « cool » de jouer avec un gameplay moderne, une mini-carte dans le jeu plutôt qu'avec une carte physique sur ses genoux, et avec des Métroïdes Oméga aussi grands que l'écran. Comme Guasti n'était pas programmeur à l'époque, il a utilisé une méthode d'essai et d'erreur pour modifier un moteur de jeu de plateforme de Martin Piecyk dans le système de création de jeux GameMaker l'apprentissage étant sa principale motivation pour travailler sur le jeu.
Au début, le remake a suivi le plan de la carte originale de  Metroid II et les sprites déjà existants de Metroid: Zero Mission et Super Metroid. Au fur et à mesure que Guasti travaillait sur le moteur du jeu et peaufinait chaque capacité, il sentait qu'AM2R commençait à sembler de plus en plus authentique. Après que le jeu ait été rendu public, plusieurs artistes ont contacté Guasti et se sont portés volontaires pour créer des illustrations  originales pour le jeu; les évolutions de Métroïdes ont été repensées et de nouveaux ennemis et zones sans rapport avec les autres jeux Metroid ont été ajoutés. Il a refait la musique lui-même en attendant des clients dans son studio d'enregistrement. Le système de journalisation ajouté a été conçu pour fournir un récit de manière non intrusive.
Parce que tant de choses ont changé dans AM2R par rapport au Metroid II d'origine - avec des couleurs, un écran plus grand, des grottes "moins claustrophobes" et de nouvelles commandes de jeu - Guasti a dû relever le défi de recréer le sentiment de danger de l'original dans un style plus moderne. Metroid II proposait un "combat rapproché", tandis que l'espace plus grand de l'écran et la mobilité d'AM2R signifiaient que le comportement des Métroïdes devait être modifié. Ils ont été rendus plus agiles et plus agressifs, avec l'intention que les joueurs devraient utiliser tous les outils à leur disposition pour les vaincre. L'échelle des salles dans l'ensemble du monde du jeu a également dû être modifiée, certains points de repère ayant été redessinés pour mieux utiliser le grand écran ; certains, cependant, ont été maintenus à une taille similaire à celle de leurs homologues de Metroid II. Si les premières zones du jeu ont été rendues plus colorées et plus précises par rapport à leurs homologues de Metroid II, les zones suivantes ont été élargies et ont introduit de nouveaux éléments, avec des grottes de plus en plus sombres, des passages plus étroits et des Métroïdes trouvés dans des endroits plus dangereux. Ces éléments, ainsi que la musique de plus en plus sombre et menaçante, devaient recréer la sensation de Metroid II, que Guasti a décrit comme « être perdu dans une grotte sombre et mystérieuse sans savoir ce qui l'attend ».
Dans les dernières parties du développement du jeu, le plus grand défi a été de coordonner le travail de Guasti et de ses collaborateurs; lorsque Guasti a commencé à travailler en tant que programmeur, il a appris la gestion de projet et l'a appliquée à AM2R, mais il a tout de même trouvé difficile d'avoir des délais et de garder les gens motivés, car tout le monde travaillait gratuitement sur le jeu pendant leur temps libre. Fin 2014, le projet a été porté sur la nouvelle version de GameMaker Studio, qui a permis d'améliorer les temps de chargement et les performances, mais a nécessité la réécriture complète de certaines fonctionnalités et des changements dans la conception de certains niveaux. Cette évolution a également permis de corriger plus rapidement les bogues et de réaliser plus facilement de nouvelles constructions, ce qui a permis de faire progresser le développement de manière plus rapide et plus productive. Plus tard dans la même année, les développeurs ont travaillé sur l'amélioration des visuels, donnant à la quatrième zone un nouveau jeu de tuiles graphiques destiné à lui donner plus de personnalité.

### Controverse sur les portages non reconnus
Les portages Nintendo Switch et PlayStation Vita d'AM2R ne sont pas reconnus par l'équipe de développement d'AM2R. Un développeur anonyme a accédé à un code source volé ou divulgué (les explications divergent) du portage Vita 1.1 (qui contenait des bogues qui bloquaient le jeu) et a poursuivi le développement du portage Vita (rendant le jeu jouable) et a fait de l'ingénierie inverse du code pour produire un portage Switch. Il a réalisé chaque portage à l'aide d'outils pirates, notamment GameMaker Studio. Il a répondu aux mesures disciplinaires de l'équipe de développement par du harcèlement et a poursuivi, mais finalement interrompu, le développement des portages. Les deux portages contiennent des bogues qui font planter le jeu, mais ils peuvent être terminés.
L'équipe a déclaré qu'elle aimerait faire un portage officiel, complet et sans bug pour la Vita, mais qu'elle devra repartir de zéro car GameMaker Studio ne vend plus son outil d'exportation pour la Vita. Pour l'instant, la politique de l'équipe de développement d'AM2R est de ne pas développer pour les consoles Nintendo, passées ou présentes.

## Sortie
Guasti a sorti une première démo fin 2011 et une autre début 2013. Le jeu complet est sorti gratuitement après un compte à rebours sur son site Web le 6 août 2016,, coïncidant avec le 30e anniversaire de la série Metroid,. Des versions mises à jour avec de nouvelles améliorations et fonctionnalités étaient prévues, mais peu de temps après la première version, Nintendo a envoyé des avis DMCA aux sites Web l'hébergeant,. Les liens de téléchargement sur le site Web du jeu ont été supprimés le 7 août  mais Guasti a dit qu'il prévoyait de travailler sur le jeu en privé. Il a déclaré qu'il comprenait le besoin de Nintendo de protéger ses propriétés intellectuelles et a encouragé les joueurs AM2R à acheter la version officielle de Metroid II sur Nintendo eShop.
Le 2 septembre, Guasti a reçu une demande de retrait de DMCA de Nintendo et a annoncé qu'il avait mis fin au développement. Il a publié la bande originale plus tard dans le mois, y compris plusieurs morceaux destinés à la mise à jour de la version 1.2. Le développement du jeu a été poursuivi par des membres de la communauté des fans de Metroid, avec notamment des corrections de bogues, de nouveaux ennemis et des éléments de l'histoire, ainsi que des modes de jeu supplémentaires tels que New Game + et un "Randomizer", qui mélange les emplacements des power-ups.
Nintendo a publié un remake officiel de Metroid II, Metroid: Samus Returns, en 2017. Un an après la sortie d'AM2R, Guasti a annoncé qu'il avait été embauché par Moon Studios pour concevoir des niveaux pour Ori and the Will of the Wisps. Il a également annoncé un projet réalisé dans Unity 3D.

## Accueil
Mike Fahey, écrivant pour Kotaku, a qualifié le jeu de brillant et l'a comparé favorablement au gameplay, aux graphismes et à la musique de son homologue Metroid II. Ishaan de Siliconera a trouvé le jeu impressionnant a déclaré qu'il se démarquait des autres remakes réalisés par les fans. Sam Machkovech d'Ars Technica a déclaré que le jeu ferait le bonheur des amateurs de Zero Mission, et que sa qualité et sa finition le placent au même niveau que les jeux de Nintendo. Zack Furniss de Destructoid a aimé le jeu au point qu'il a pensé que Nintendo devrait utiliser certaines idées de celui-ci dans les futurs titres Metroid. Jonathan Holmes, également chez Destructoid, a déclaré que AM2R fait un bon travail pour combler le "vide" laissé par le manque de nouveaux jeux Metroid 2D de Nintendo, le qualifiant de "encore plus de ré-imagination  encore plus poussée que Metroid : Zero Mission était pour Metroid 1". Gonçalo Lopes de Nintendo Life a déclaré que le jeu était un excellent moyen de célébrer le 30e anniversaire de la série et un rêve devenu réalité pour les fans de Metroid, et qu'il imaginait que les gens seraient prêts à payer de l'argent s'il était vendu sur l'eShop de Nintendo. Matthew Castle de Nintendo Gamer a qualifié le jeu d'exemple de la bonne façon de faire un remake. Tom Sykes de PC Gamer a salué AM2R comme un "grand jeu à part entière", que l'on ait ou non joué à Metroid II auparavant. Tony Ponce, de NF Magazine craignait initialement que le jeu ne perde le "charme étrange" de Metroid II, mais a trouvé qu'il était capable de conserver une sensation de haute tension, tout en incluant de nouvelles choses pour les fans de longue date de l'original.
Furniss a constaté que le gameplay avait changé par rapport au Metroid II  original, notamment la possibilité de s'agripper aux rebords, tout cela semblait naturel, et a qualifié l'interface utilisateur d' "élégante". Il a apprécié le système de journalisation, le qualifiant de l'un des plus grands ajouts, et a apprécié la façon dont l'ouverture a ajouté plus de contenu à l'histoire sans être «exagérée», se sentant plutôt comme l'ouverture de Super Metroid. Holmes a fait l'éloge des batailles de boss, les qualifiant de « sans doute » les meilleures de tous les jeux 2D Metroid .Ponce a trouvé les conditions de victoire précises des combats de Metroid ennuyeuses compte tenu de leur fréquence, mais il a également estimé que les nouveaux boss non-Métroïdes étaient parmi les plus excitants et les plus difficiles de tous les jeux en 2D de la série. Ses nouveaux éléments de jeu préférés étaient les "gimmicks" tels que la foreuse de tunnel commandée par le joueur et le mini-jeu du robot marcheur.
Selon Machkovech, le jeu a l'air « phénoménal » et que ses « beaux sprites facilement discernables » et ses animations à 60 images par seconde lui donnaient un aspect moderne malgré la résolution 320 × 240. Il a particulièrement apprécié la palette de couleurs du jeu, disant qu'il donnait à AM2R l'impression d'être un jeu complètement nouveau. Furniss a qualifié le jeu de "magnifique", faisant l'éloge des couleurs et des détails graphiques accrus. Alec Meer de Rock, Paper, Shotgun a déclaré que le jeu était très beau, et qu'il constituait une grande amélioration par rapport à l'écran vert de la version Game Boy. Jeffrey Matulef, écrivant pour Eurogamer, a trouvé impressionnant que le jeu ressemblait visuellement à Super Metroid. Fahey a noté en particulier la qualité de la bande sonore, et Lopes a qualifié la musique de "fantastique".
Le jeu a été nommé pour les Game Awards 2016 dans la catégorie « Meilleure création de fans », mais a été retiré de la page des nominations sans préavis avec le jeu de fan Pokémon Uranium. L'animateur des Game Awards, Geoff Keighley, a expliqué que AM2R et Pokémon Uranium n'avaient pas été légalement autorisés par Nintendo à participer à l'événement.